# 31807 Shaunalennon
31807 Shaunalennon è un asteroide della fascia principale. Scoperto nel 1999, presenta un'orbita caratterizzata da un semiasse maggiore pari a 2,6019299 UA e da un'eccentricità di 0,1509350, inclinata di 7,83108° rispetto all'eclittica.